# 丰收乡 (庆安县)
丰收乡，是中华人民共和国黑龙江省绥化市庆安县下辖的一个乡镇级行政单位。

## 行政区划
丰收乡下辖以下地区：
丰林村、丰山村、丰裕村、丰满村、丰华村、丰泰村、丰田村、丰收村、星光村、丰民村、丰盛村和丰年村。